# Pat Crawford Brown
Pat Crawford Brown (* 29. Juni 1929 in New York City, New York; † 2. Juli 2019) war eine US-amerikanische Schauspielerin. Ihre in Deutschland bekannteste Rolle war Ida Greenberg in Desperate Housewives, welche sie von 2004 bis 2008 spielte. Sie war die Tante der Folk-Sängerin Christine Lavin. Ihre Karriere als Film- und Fernsehschauspielerin startete sie erst um das Jahr 1985.
Von 1961 bis zu seinem Tod 1976 war sie mit Calvin B. Brown verheiratet.

## Filmografie (Auswahl)
Filme
- 1985: Vergesst die Liebe nicht (Woman, Do You Remember Love)
- 1988: Elvira – Herrscherin der Dunkelheit (Elvira: Mistress of the Dark)
- 1988: Liberace – Ein Leben für die Musik (Liberace: Behind the Music)
- 1991: Im Schatten des Schreckens (Sins of the Mother)
- 1991: Rocketeer (The Rocketeer)
- 1992: Sister Act – Eine himmlische Karriere (Sister Act)
- 1993: Sister Act 2 – In göttlicher Mission (Sister Act 2: Back in the Habit)
- 1994: Reality Bites – Voll das Leben (Reality Bites)
- 1994: Kleine Giganten (Little Giants)
- 1997: Romy und Michele (Romy and Michele’s High School Reunion)
- 1998: Jack Frost
- 1999: Auf die stürmische Art (Forces of Nature)
- 2001: The Medicine Show
- 2003: Knee High P.I.
- 2003: Unzertrennlich (Stuck on You)
- 2006: Ich, Du und der Andere (You, Me and Dupree)
- 2007: Norbit
- 2009: (K)ein bisschen schwanger (Labor Pains)

Serien
- 1993: Der Prinz von Bel-Air (Folge 4x23)
- 1997–2000: New York Cops – NYPD Blue (NYPD Blue)
- 1998: X-Factor: Das Unfassbare (Beyond Belief: Fact or Fiction, Folge 2x5)
- 2002: Buffy – Im Bann der Dämonen (Buffy the Vampire Slayer, Folge 6x12)
- 2004: Monk (Folge 2x13)
- 2004–2007: Desperate Housewives
- 2006: Familienstreit de Luxe (The War at Home)
- 2009: How I Met Your Mother (Folge 4x13)
- 2011: Mad Love
- 2011: Rules of Engagement (Folge 5x24)